# Kalkbedstro
Kalkbedstro (Asperula cynanchica) is een plant in de sterbladigenfamilie (Rubiaceae).
De plant, die een hoogte kan bereiken van 5 tot 30 cm, heeft talrijke dunne stengels met smalle grijzige bladeren die per vier gegroepeerd zijn. De bloemen vormen een lange buis en bloeien van juni tot september.
Kalkbedstro is oorspronkelijk afkomstig van Zuid-Europa, maar heeft zich van daaruit verder verspreid over Europa. Hij heeft een voorliefde voor zonnige hellingen en duingebieden.

## Toepassingen
Vroeger werd de plant gebruikt voor de behandeling van Peritonsillair abces en angina.